# Андрус Ансип
Андрус Ансип (ест. Andrus Ansip; 1. октобар 1956) естонски је политичар. Био је на функцији премијера Естоније од 2005. до 2014. године и лидер Естонске реформске партије од 2004. до 2014. године.